# شعار البرازيل
الشعار الوطني البرازيلي واحد من الرموز الوطنية الأربعة للجمهورية البرازيلية، العلم الوطني، الخاتم الوطني والنشيد الوطني البرازيلي الموثق في الدستور 13 الفقرة الأولى.